# Federico Groppioni
Federico Groppioni (Róma, 1984. június 17. –) olasz labdarúgókapus.

## Pályafutása
Groppioni, mindössze 16 évesen, a Napoli akadémiájára került, itt két évet töltött. Majd kisebb olasz klubokhoz szerződött. Majd 2007-ben a Serie B-s Bari csapott le rá. Itt viszont nem kapott rendszeres játéklehetőséget, így folyamatosan kölcsönadták kisebb olasz csapatoknak. 2010-ben került Magyarországra, az MTK szerződtette. Hét évig volt a klub kötelékében, majd a csepeli székhelyű Csep-Gól szerezte meg játékjogát, illetve az MTK kapusedzője lett.